# Carl von Jasmund
Carl Friedrich Wilhelm Theodor Gustav von Jasmund, auch Karl von Jasmund (* 17. September 1782 in Kassel; † 22. April 1847 in Dresden) war ein preußischer Major, Kammerherr und Landrat.

## Leben

### Herkunft und Familie
Carl von Jasmund war Angehöriger des ursprünglich rügischen, später in Mecklenburg und darüber hinaus verbreiteten Adelsgeschlechts von Jasmund. Seine Eltern waren der württembergische Minister Ludwig Helmuth Heinrich von Jasmund (1748–1825) und dessen erste Frau Henriette Wilhelmine, geb. von Schlotheim (1758–1810), Tochter des Generals Karl Wilhelm von Schlotheim. 
Carl von Jasmund vermählte sich in erster Ehe mit Emma Blumenbach (1783–1819), Tochter des Göttinger Universitätsprofessors Johann Friedrich Blumenbach, Ritters des Guelphen-Ordens, und in zweiter Ehe im August 1822 mit (Albertine Agnes) Natalie von Schlieben (1800–1850). Aus 2. Ehe sind drei Söhne hervorgegangen, darunter der Generalkonsul in Alexandria, Journalist und Historiker Julius von Jasmund (1827–1879) und der persönliche Adjutant bei Kronprinz Friedrich (III.) Wilhelm, Karl von Jasmund (1832–1870).

### Werdegang
Carl von Jasmund kam als Geheimer Legationsrat 1808/09 als Vortragender Rat in das Ministerium für auswärtige Angelegenheiten. Später wurde er in Vertretung Ober-Polizei-Direktor in Stuttgart. Von 1812 bis 1814 war er württembergischer Landvogt am Kocher in Ellwangen. Bereits vorher war er durch den württembergischen König ermahnt worden, aber erst durch einen Zeitungsartikel eskalierte die Auseinandersetzung. Der am 7. Juli 1814 im Rheinischen Merkur veröffentlichten Beitrag, stellte den König als unpatriotisch dar. Daraufhin wurde ein gerichtliches Verfahren eingeleitet. Einer Inhaftierung entzog er sich. Am 27. Juli 1814 erklärte er, dass er aus dem württembergischen Dienst ausscheide und verließ mit einem Pass von Heinrich vom und zum Stein Württemberg. Bereits am 31. Juli 1814 soll er sich als Mitarbeiter von Heinrich vom und zum Stein in preußischem Dienst befunden haben. Jasmund war Ritter des Württembergischen Kronenordens.
In der preußischen Armee war er als Rittmeister von 1815 bis 1818 als Adjutant von Carl von Clausewitz beim Generalkommando am Rhein in Koblenz. 1919 wechselte er in gleicher Stellung zum Generalkommando in Sachsen nach Merseburg. Am 3. April 1820 hat er seinen Abschied erhalten und wurde als Major 1821 Landrat des Kreises Wittenberg.
Im Februar 1827 stiftete er den für den Wittenberger Kreis gebildeten Verein zur Beförderung der Landesverschönerung. Die von seinem Vater geerbten mecklenburgischen Landgütern Cammin (bei Stargard) und Riepke, verkaufte er 1830 bzw. 1831 an den Pensionär Adolph Hoth. 
1838 hat er die Schleife zum Roten Adlerorden III. Klasse erhalten. Seinen Anstellung als Landrat endete 1840. Seinen Lebensabend verbrachte er in Dresden.